# Hendrik IJssel de Schepper
Hendrik IJssel de Schepper (Deventer, 6 januari 1844 – Driebergen, 16 maart 1909) was een Nederlandse ondernemer. Hij was directeur van de Stearine Kaarsenfabriek te Gouda.

## Leven en werk
Hendrik, lid van de familie IJssel de Schepper, werd in 1844 in Deventer geboren als zoon van Barthold Jan IJssel de Schepper en Catharina Johanna Westerbaan. Na zijn schoolopleiding in zijn geboorteplaats Deventer studeerde hij in Hannover en in Göttingen, waar hij in 1865 promoveerde op een proefschrift getiteld Zur Kenntnis des Xylols. Hij werd vervolgens docent scheikunde in zijn geboorteplaats Deventer.
Hij trouwde op 30 mei 1870 te Deventer met Evelina Bussemaker. Daarna ging hij het bedrijfsleven in en werd hij directeur van een kaarsenfabriek nabij Amsterdam. Vanwege financiële problemen van het bedrijf vertrok hij al een jaar. Zijn oom David Willem Westerbaan trok hem aan als directeur van de door hem gestichte Goudsche Siroopfabriek. Zijn oom was ook een van de oprichters van de Goudse kaarsenfabriek. In 1880 werd IJssel de Schepper benoemd tot mededirecteur van deze fabriek als opvolger van de stichter van het bedrijf Van Iterson. Onder de leiding van IJssel de Schepper werd het bedrijf gemoderniseerd en uitgebreid. Hij schakelde in 1887 over van het gebruik van stoommachines en gasverlichting op elektriciteit. In 1892 werd de Goudse kaarsenfabriek als eerste klant ingeschreven van het toen net opgerichte bedrijf Philips in Eindhoven.
In 1897 brachten koningin Emma en prinses Wilhelmina een bezoek aan de fabriek. Daarna kreeg het bedrijf het predicaat Koninklijk verleend en werd hijzelf benoemd tot ridder in de Orde van Oranje-Nassau. In 1900 werd zijn zoon Isak mededirecteur van de fabriek. Het bedrijf was in die periode, met ruim zeshonderd werknemers, het grootste bedrijf van Gouda en omstreken. Bij zijn vijfentwintigjarig jubileum als directeur van de kaarsenfabriek maakte Jan Toorop in zijn opdracht een aantal litho's met als onderwerp de verschillende werkzaamheden in de fabriek.
Op 16 maart 1909 kwam een abrupt einde aan zijn leven. De koets waarin hij zat toen hij op weg was naar zijn buitenhuis in Doorn kwam op 15 maart 1909 in botsing met een stoomtram. Hij overleed een dag later ten gevolge van dit ongeval. Hij werd op 19 maart 1909 begraven op de oude begraafplaats van Gouda, gelegen naast de kaarsenfabriek.
IJssel de Schepper was onder meer lid van het Hoofdbestuur van de Maatschappij van Nijverheid.